# Empire - Due mondi a confronto
Empire - Due mondi a confronto (Empire) è un film del 2002 scritto e diretto da Franc. Reyes, ed interpretato da John Leguizamo e Peter Sarsgaard.

## Trama
Victor Rosa è uno spacciatore di New York che vende, per conto della potente signora della droga chiamata "La Colombiana", un tipo di eroina chiamata Empire. Quando Victor scopre che la sua ragazza Carmen aspetta un bambino, decide di dare una svolta alla propria vita abbandonando il mondo del narcotraffico, e l'occasione gli arriva quando stringe amicizia con il giovane broker di Wall Street Jack. L'uomo assicura a Victor di poter ripulire i soldi fatti con la droga, arrivando a quadruplicare i propri  guadagni. Ma non tutte le cose sono come appaiono.